# テベ・コンヒーロ
『テベ・コンヒーロ』（TV Con Giro）とは、TBS系列で2012年4月17日から同年9月18日まで、毎週火曜 23:50 - 翌0:20（特別編成等で遅延の場合もあり）に放送されていたバラエティ番組である。通称「テベコン」。

## 概要
田村淳（当時ロンドンブーツ1号2号）がMCを務める「世の中にある疑問を検証し解決する番組」。
日曜日20時枠で2012年3月25日まで放送された『クイズ☆タレント名鑑』のスタッフと出演者が再結集したもので、タレント名鑑の後継番組として扱われている。
番組タイトルはプロレス技である「トペ・コンヒーロ」をもじっており、「テベ」は「TV」のスペイン語読みで、テレビのこと。「テベコンヒーロ」と表記されることも多い。このタイトルからマスコットキャラクターは覆面レスラーのような容姿をしている。
「疑問と検証」は主にお笑い・お笑タレントに関するもので、クイズ・ゲーム形式で番組が進行する場合もある。あくまでもクイズ番組ではないので賞品等は出ないが、番組の後半には「ちょっとした罰ゲーム」が発生した。
テレビ雑誌やニュースサイト等で特集が組まれるなど、一部で話題性があったものの当初の予定通りに5ヶ月で終了した。
放送終了後も、当番組および「クイズ☆タレント名鑑」の派生番組が作られている（後述）。

## 出演者
MC
- 田村淳（当時ロンドンブーツ1号2号）

アシスタント
- 枡田絵理奈（当時TBSアナウンサー）

準レギュラー
- 田村亮（当時ロンドンブーツ1号2号）
- FUJIWARA（藤本敏史、原西孝幸）
- おぎやはぎ（小木博明、矢作兼）
- 有吉弘行
- 獣神サンダー・ライガー（第9回 - ）

## エピソード
- 2012年9月11日の放送において下記の謝罪放送があった。（原文のまま記載）

## スピンオフ

### あるあるJAPAN
2013年7月1日放送。「あるあるネタは本当にそのほとんどがレアケースなのか?」（2012年7月31日放送）の続編。

### チーム有吉
2015年1月10日放送。「コウメ太夫で笑ったら即芸人引退SP」（2012年5月29日放送）の続編。

### 淳×ジュニア×有吉 40歳-50歳～10年観察～
2024年11月27日放送。最終回の企画であった「淳×ジュニア×有吉“38歳”同い年3人が本音トーク」（2012年9月11日・18日放送）の続編で、2013年からの淳、ジュニア、有吉の3人が50歳を迎える10年間を記録するという企画。特別番組に併せて本番組の傑作選がTVer、U-NEXTで配信された。

## ネット局・放送時間
| 放送対象地域   | 放送局                    | 系列    | 放送日時                     | 放送期間                                  | 遅れ日数   |
| -------------- | ------------------------- | ------- | ---------------------------- | ----------------------------------------- | ---------- |
| 関東広域圏     | TBSテレビ（TBS）          | TBS系列 | 火曜 23:45 - 翌0:20          | 2012年4月17日 - 9月18日                   | 制作局     |
| 北海道         | 北海道放送（HBC）         | TBS系列 | 火曜 23:50 - 翌0:20          | 2012年4月17日 - 9月18日                   | 同時ネット |
| 山形県         | テレビユー山形（TUY）     | TBS系列 | 火曜 23:50 - 翌0:20          | 2012年4月17日 - 9月18日                   | 同時ネット |
| 福島県         | テレビユー福島（TUF）     | TBS系列 | 火曜 23:50 - 翌0:20          | 2012年4月17日 - 9月18日                   | 同時ネット |
| 静岡県         | 静岡放送（SBS）           | TBS系列 | 火曜 23:50 - 翌0:20          | 2012年4月17日 - 9月18日                   | 同時ネット |
| 石川県         | 北陸放送（MRO）           | TBS系列 | 火曜 23:50 - 翌0:20          | 2012年4月17日 - 9月18日                   | 同時ネット |
| 福岡県         | RKB毎日放送（RKB）        | TBS系列 | 火曜 23:50 - 翌0:20          | 2012年4月17日 - 9月18日                   | 同時ネット |
| 熊本県         | 熊本放送（RKK）           | TBS系列 | 火曜 23:50 - 翌0:20          | 2012年4月17日 - 9月18日                   | 同時ネット |
| 新潟県         | 新潟放送（BSN）           | TBS系列 | 火曜 23:50 - 翌0:20          | 2012年4月24日 - 9月18日                   | 同時ネット |
| 大分県         | 大分放送（OBS）           | TBS系列 | 月曜 0:50 - 1:20（日曜深夜） | 2012年4月29日 - 6月24日 9月3日 - 10月29日 | 12日遅れ   |
| 青森県         | 青森テレビ（ATV）         | TBS系列 | 月曜 23:50 - 翌0:20          | 2012年4月30日 - 10月1日                   | 13日遅れ   |
| 広島県         | 中国放送（RCC）           | TBS系列 | 火曜 0:50 - 1:20（月曜深夜） | 2012年5月1日 - 9月25日                    | 13日遅れ   |
| 長崎県         | 長崎放送（NBC）           | TBS系列 | 火曜 0:20 - 0:50（月曜深夜） | 2012年5月1日 - 10月2日                    | 13日遅れ   |
| 山口県         | テレビ山口（tys）         | TBS系列 | 水曜 0:50 - 1:20（火曜深夜） | 2012年5月2日 - 10月3日                    | 14日遅れ   |
| 中京広域圏     | 中部日本放送（CBC）       | TBS系列 | 水曜 23:50 - 翌0:20          | 2012年5月2日 - 9月26日                    | 15日遅れ   |
| 宮城県         | 東北放送（TBC）           | TBS系列 | 土曜 1:10 - 1:40（金曜深夜） | 2012年5月5日 - 11月10日                   | 38日遅れ   |
| 富山県         | チューリップテレビ（TUT） | TBS系列 | 月曜 0:50 - 1:20（日曜深夜） | 2012年6月3日 - 10月22日                   | 54日遅れ   |
| 長野県         | 信越放送（SBC）           | TBS系列 | 木曜 23:50 - 翌0:20          | 2012年6月21日 - 2013年1月24日             | 64日遅れ   |
| 鹿児島県       | 南日本放送（MBC）         | TBS系列 | 木曜 0:10 - 0:40（水曜深夜） | 2012年7月5日 - 10月24日                   | 78日遅れ   |
| 岡山県・香川県 | 山陽放送（RSK）           | TBS系列 | 金曜 0:55 - 1:25（木曜深夜） | 2012年7月6日 - 11月23日                   | 79日遅れ   |

### 不定期・単発放送
- IBC岩手放送（IBC） - 『マツコの知らない世界』の代替番組として2012年8月以降第1回放送分から不定期放送。
- 毎日放送（MBS） - 2012年8月7日 23:50 - 翌0:20 （第8回）・2012年10月4日（3日深夜） 0:55 - 1:25 （第16回）

## 主要スタッフ
- ナレーション：銀河万丈
- 構成：興津豪乃、大井洋一 / 渡辺真也
- TM：金澤健一
- CAM：石毛雄己
- 音声：中西由香里
- ロケ技術：SWISH JAPAN
- 美術プロデューサー：齊藤傑
- 美術制作：渡邊秀和
- 小道具：深山健太郎
- 持道具：岩本美徳
- 衣装：君和田悦子
- スタイリスト：渡辺浩司
- ヘアメイク：佐野優美子、大岩乃里子
- 音響効果：石川良則、丹羽さやか
- 編集：関美幸
- MA：市川徹
- タイトルデザイン：草野剛
- CG：ODDJOB
- TK：伊藤佳加
- デスク：椿美貴子
- 編成：藤原麻知
- 宣伝：小山陽介
- 制作協力：吉本興業
- AP：新貝元章
- ディレクター：佐々木卓也、三枝浩史、平野亮一
- プロデューサー：西川永哲、宮本稔久（よしもとクリエイティブ・エージェンシー）
- 演出 / プロデューサー：藤井健太郎
- 製作著作：TBS

### 過去
- プロデューサー：山田貢（よしもとクリエイティブ・エージェンシー）

## テーマ曲

### オープニングテーマ
- Sky High  /ジグソー 1975年イギリス

ミル・マスカラス のリング入場のテーマ曲で、番組タイトル同様にプロレスをイメージする。

### エンディングテーマ
- silhouette/jealkb　2011年日本

MC田村淳がヴォーカルを務めるロックバンドの曲。